# Irene Meyer-Hanno
Irene Meyer-Hanno, geboren als Irene Sager (* 27. September 1899 in Bielitz, Österreich-Ungarn; † 15. September 1983 in Schwabenheim an der Selz) war eine deutsche Pianistin, Klavierlehrerin und Korrepetitorin am Theater.

## Leben
Irene Sager stammt aus dem altösterreichischen Teil Schlesiens. In Budapest studierte sie Klavier und kaufte sich von ihrem Erbe einen Steinway-Flügel, der sie ihr gesamtes Berufsleben begleiten sollte. In Berlin setzte Irene Sager ihr Klavierstudium bei Luise Gmeiner fort. Zur Zeit der Weimarer Republik besaß Irene Sager zahlreiche Kontakte zur kulturellen und intellektuellen Szene, darunter auch Egon Erwin Kisch. Ihre Tätigkeit als Pianistin, etwa im Rahmen von Rundfunkaufnahmen, schränkte sie im Lauf der Jahre stark ein, da sie unter starken Lampenfieber litt, und konzentrierte sich mehr und mehr auf die Unterweisung von Klavierschülern.
Infolge der Machtergreifung durfte die mit dem Schauspieler Hans Meyer-Hanno verheiratete Jüdin kaum mehr arbeiten und unterrichtete zumeist nur noch Privatschüler. Stattdessen kümmerte sie sich fortan primär um die Erziehung der beiden Söhne Andreas, einem späteren Opernregisseur, und Georg, der später als Fotograf beim ZDF arbeiten sollte. Infolge der Verhaftung (Ende Juli 1944) ihres nicht-jüdischen Ehemannes waren Irene Meyer-Hanno und ihre beiden Söhne erheblich gefährdet und mussten zeitweilig in Berlin untertauchen. Gleich nach Kriegsende 1945 holte sie Gustav von Wangenheim ans Deutsche Theater Berlin, wo Irene Meyer-Hanno bis zum Mauerbau 1961 als Korrepetitorin wirkte. In dieser Zeit studierte die Pianistin beispielsweise 1949 die Musik zu Bertolt Brechts Mutter Courage und ihre Kinder ein, eine Inszenierung Erich Engels. In späteren Jahren war Irene Meyer-Hanno im Westen Berlins erneut als Klavierlehrerin, aber auch weiterhin als Korrepetitorin tätig.
Die letzten Lebensjahre verbrachte Irene Meyer-Hanno bei ihrem Sohn Georg in Schwabenheim bei Mainz, wo sie kurz vor der Vollendung ihres 84. Lebensjahres verstarb.